# Fita de terme de Marganell, Castellgalí i Sant Vicenç

La fita de terme de Marganell, Castellgalí i Sant Vicenç o fita dels tres termes és una fita situada al trifini entre els termes municipals de Castellgalí, Sant Vicenç de Castellet i Marganell. Es tracta d'una fita erigida l'any 1862 de forma quadrangular amb uns de 45cm d'alçada i 25x20cm de base on podem trobar en les cares encarades en direcció a cada terme les inscripcions CTLI (Castellgalí), SVIS (Sant Vicenç de Castellet) i MNLL (Marganell). 

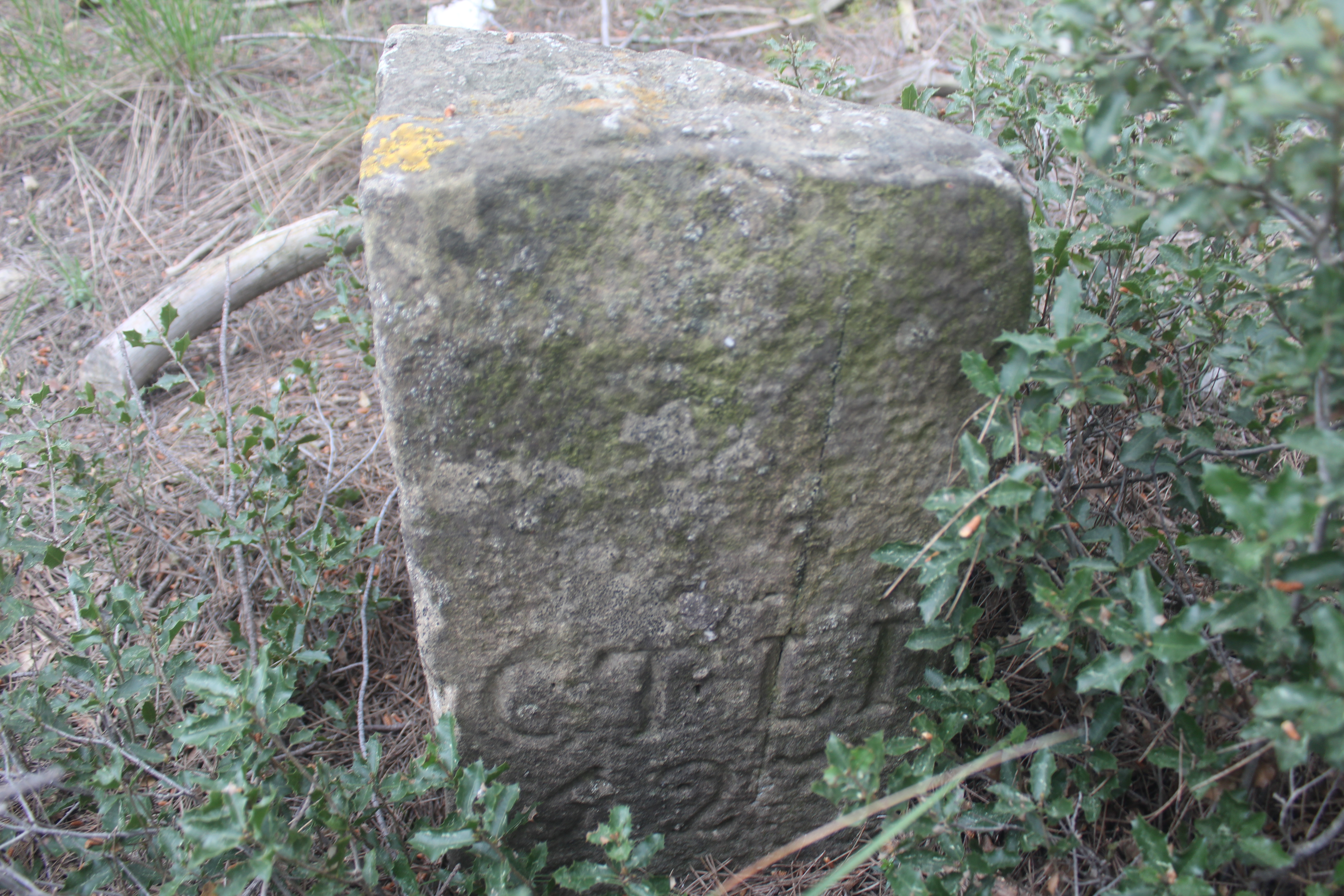
Cara encarada a Castellgalí.

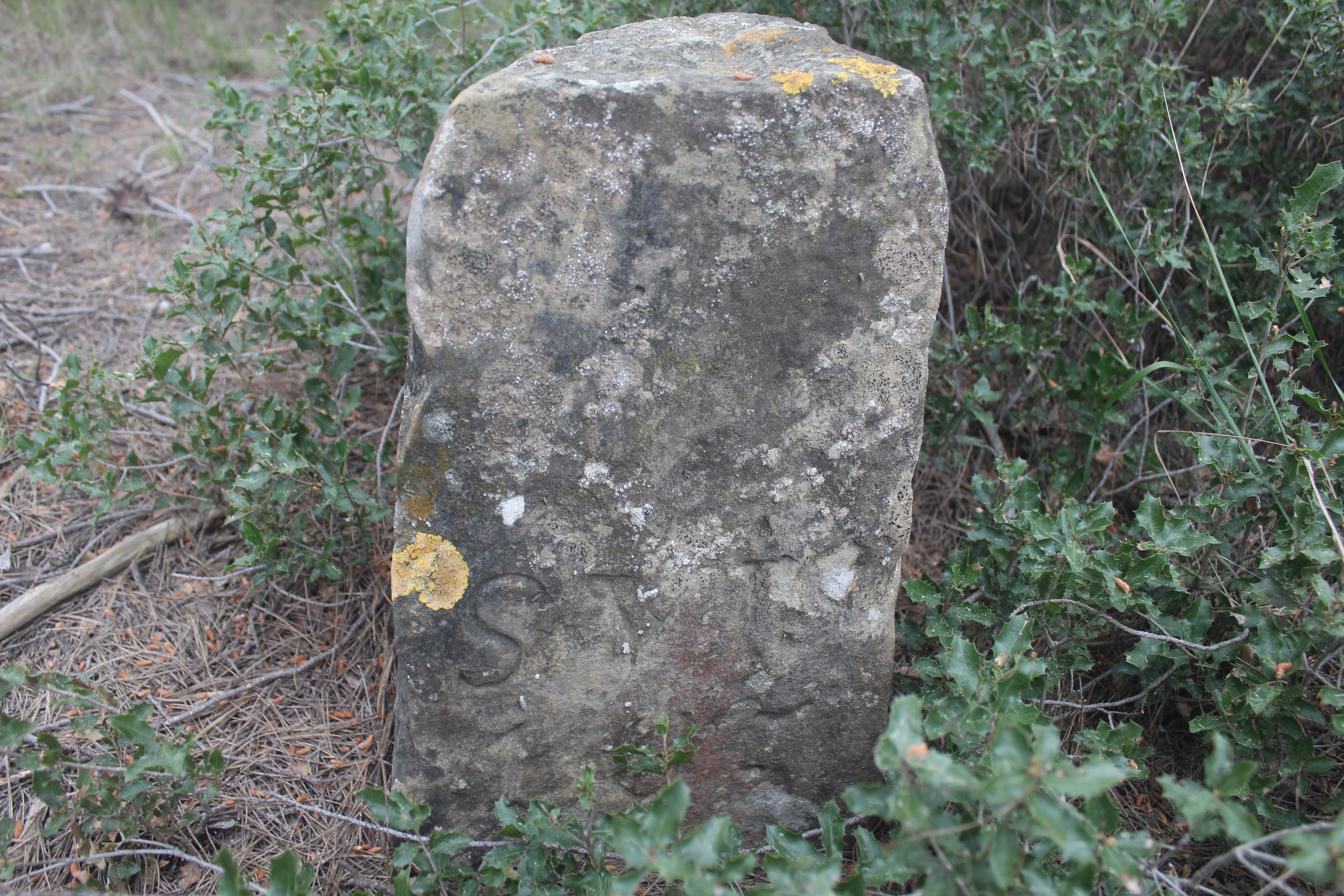
Cara encarada a Sant Vicenç de Castellet.

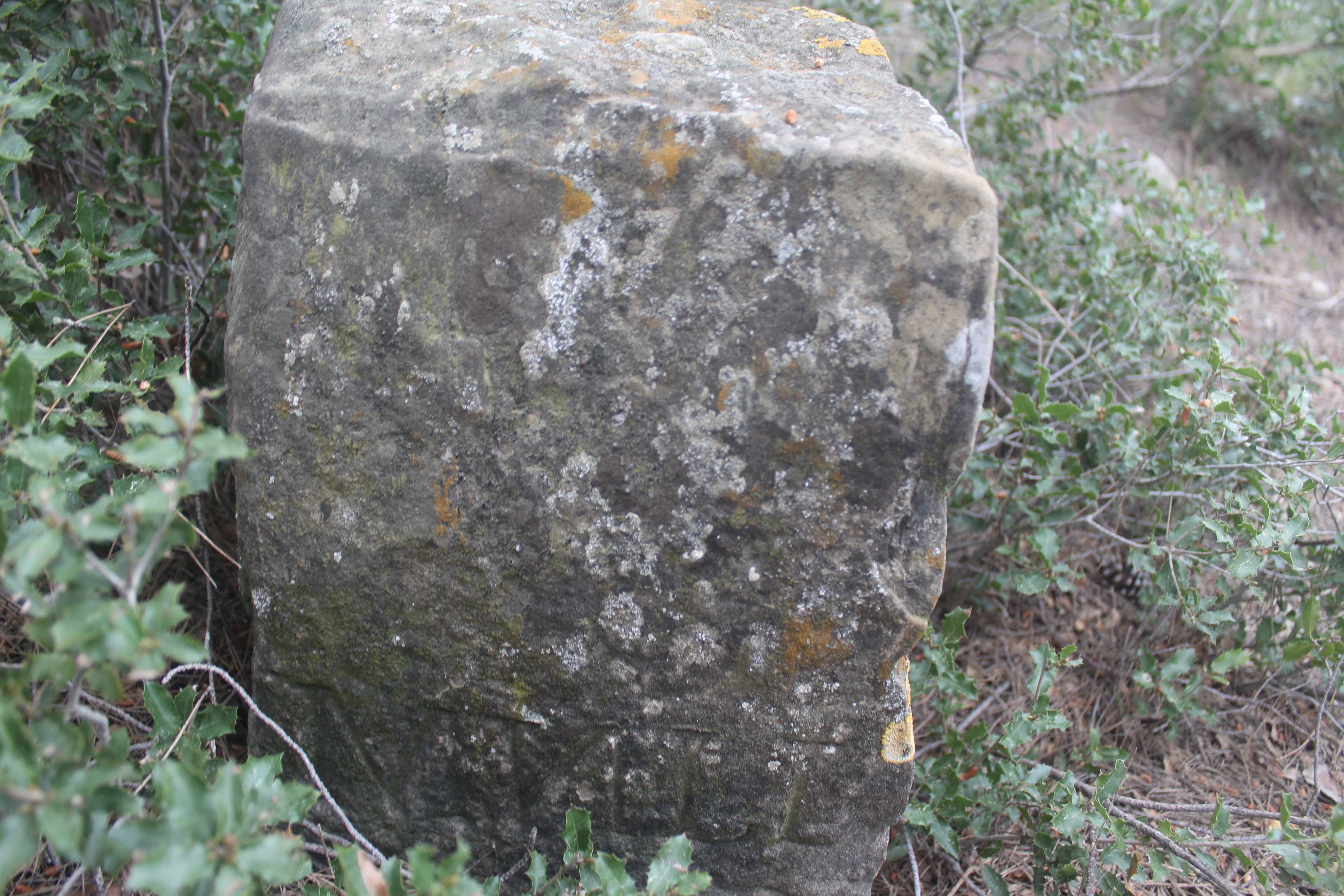
Cara encarada a Marganell.

A més de la seva data de creació: 18-62. Es localitza a la serra de Punxabudell a 435m per sobre el nivell del mar. En les seves immediacions hi ha un cartell on es llegeix "Altell del Punxabudell" i una desena de metres a l'oest s'hi troba una barraca de vinya.